# Duhovka

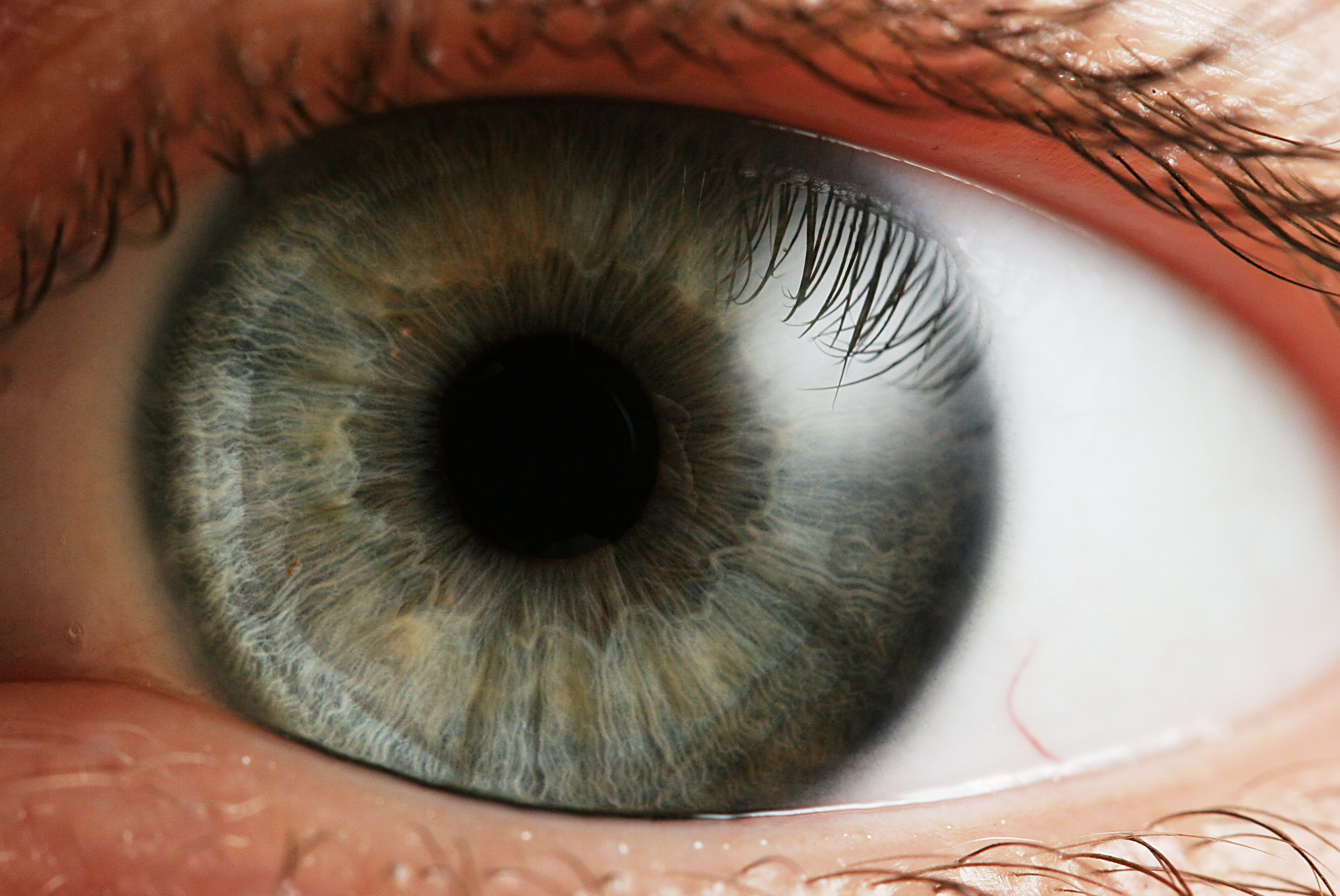
Duhovka je na tomto obrázku modrá část oka

Duhovka (iris) je orgán v oku. Spolu s čočkou odděluje přední a zadní komoru oční. Uprostřed duhovky se nachází centrální otvor zvaný zornice (pupilla). K hlavním funkcím duhovky patří funkce světelné clony a ohraničení předního a zadního segmentu oka.

## Lidská duhovka

### Anatomie
Duhovková tkáň se skládá z předního listu, který je mezodermálního původu, a zadního listu, který je ektodermálního původu. Kromě cév a nervů obsahuje také svalová vlákna, která se dělí ve dva svaly - radiální m. dilatator pupillae, jež je inervován sympaticky cestou krčního sympatiku (míšní segment C8 s přepojením v ggl. cervicale superius) a cirkulární m. constrictor pupillae, jež je inervován parasympaticky cestou hlavového parasympatiku z Edinger-Westfalova jádra s přepojením v ggl. ciliare. Barva duhovky je závislá na množství pigmentu ve stromatu a skladbě duhovkové tkáně (albíni nemají v epitelu ani ve stromatu žádný pigment).
Volný prostor ve stromatu duhovky je vyplněn tzv. rosolovým vazivem (je to jedno ze dvou míst, kde se u dospělého jedince vyskytuje, to druhé je zubní dřeň).

#### Listy duhovky
Na duhovce rozeznáváme pupilární a ciliární oblast. Mezi pupilární a ciliární oblastí se nachází vyvýšená zóna, duhovkové okruží.
Přední list duhovky, stroma, sestává z kolagenních a elastických vláken, protkaných hladkým svalstvem. Obsahuje četné cévy. Přední plocha má typické uspořádání, které odpovídají průběhu cév. Ty jsou přerušovány prohloubenými místy, lakunami a kryptami.
Zadní list je tvořen sytě pigmentovaným dvouvrstevným epitelem, který na pupilárním okraji přečnívá přední list a tvoří tak tmavý lem zornice.

#### Cévy a svaly
Duhovkové cévy sestávají z velkého duhovkového okruhu (circulus anteriosus iridis major), který leží v předních partiích řasnatého tělíska a v kořenové části duhovky. Odtud vystupují arterie, které se zabořují radiálně do duhovkového stromatu a v oblasti sfinkteru tvoří kapilární kličky. Toto místo nazýváme malý duhovkový okruh (circulus anteriosus iridis minor).
V duhovce se nachází duhovkové svaly (m. sphincter pupillae a m. dilatator pupillae), které slouží k pohybům zornice.

### Barva
Barva duhovky se považuje v lidské kultuře za barvu očí. Duhovka je totiž obvykle silně pigmentovaná, může být hnědá až zelená, modrá či šedá. Občas se její barva kvůli nedostatku pigmentu projevuje jako tzv. albinismus. I přes širokou škálu barev existuje pouze jeden pigment, který významně přispívá k normální lidské barvě duhovky - tmavé barvivo zvané melanin.